# Liste der denkmalgeschützten Objekte in Sigleß
Die Liste der denkmalgeschützten Objekte in Sigleß enthält die denkmalgeschützten, unbeweglichen Objekte der Gemeinde Sigleß.

## Denkmäler
| Foto |                 | Denkmal                                                             | Standort                                         | Beschreibung | Metadaten |
| ---- | --------------- | ------------------------------------------------------------------- | ------------------------------------------------ | --- | --- |
| ja   | Datei hochladen | Bildstock, Olramkreuz HERIS-ID: 22602 Objekt-ID: 18935              | Heideäcker (bei Weggabelung) Standort KG: Sigleß | Der Bildstock ist eine Tabernakelsäule am Weg von Sigleß Richtung Zemendorf auf dem Höhenrücken, der das Gemeindegebiet im Osten gegen das Wulkatal abschließt. Er trägt eine Inschrift mit der Jahreszahl 1630. | BDA-Hist.: Q37871034 Status: § 2a Stand der BDA-Liste: 2025-06-30 Name: Bildstock, Olramkreuz GstNr.: 1983 Oiramkreuz, Sigleß                             |
| ja   | Datei hochladen | Kath. Pfarrkirche Zu Allerheiligen HERIS-ID: 22603 Objekt-ID: 18936 | Kirchenallee 5 Standort KG: Sigleß               | Die Kirche wurde 1913 neu erbaut, ältere Teile wurden mitverwendet. Eine Kirche aus der Barockzeit, die 1733 geweiht und 1865 umgebaut wurde, ist dokumentiert. Das bestehende Kirchengebäude wurde 1974 restauriert. Die Fassade ist klassizistisch, der Hochaltar stammt vom Ende des 19. Jahrhunderts. Zwei barocke Holzfiguren des hl. Rochus und des hl. Sebastian stammen aus dem 18. Jahrhundert, ebenso der Taufstein. An der Südwand der Kirche befindet sich eine Vitrine aus der Rokoko-Zeit mit einer Holzstatuette des Mariazeller Gnadenbildes, das in die Zeit um 1760/1770 datiert wird. | BDA-Hist.: Q25342593 Status: § 2a Stand der BDA-Liste: 2025-06-30 Name: Kath. Pfarrkirche Zu Allerheiligen GstNr.: 225 Pfarrkirche Allerheiligen, Sigless |
| ja   | Datei hochladen | Marienkapelle HERIS-ID: 22601 Objekt-ID: 18934                      | Weinberggasse/Am Mühlfeld Standort KG: Sigleß    | Die Kapelle ist ein kleiner Giebelbau, sein Standbild eine Pietà. Es wird in die 2. Hälfte des 19. Jahrhunderts datiert. | BDA-Hist.: Q37871008 Status: § 2a Stand der BDA-Liste: 2025-06-30 Name: Marienkapelle GstNr.: 224/2                                                       |